# Tobipuranga auripes
Tobipuranga auripes là một loài bọ cánh cứng trong họ Cerambycidae.